# TUN/TAP

## Понятие
В терминологии компьютерных сетей TUN и TAP — виртуальные сетевые драйверы ядра системы. 
TAP эмулирует Ethernet-устройство и работает на канальном уровне модели OSI, оперируя кадрами Ethernet. TAP используется для создания сетевого моста,
TUN (сетевой туннель) работает на сетевом уровне модели OSI, оперируя IP-пакетами.  TUN используется для маршрутизации.
Устройства TUN/TAP могут быть как временными, так и постоянными. Так же, как и физическим интерфейсам, им можно назначать адреса, применять правила сетевых экранов, анализировать трафик и т. д.  

## Использование
TUN/TAP используются для:
- Виртуальных частных сетей:
  - OpenVPN, Ethernet/IP по TCP/UDP; шифрование, компрессия
  - Slonax 3G
  - tinc, Ethernet/IPv4/IPv6 по TCP/UDP; шифрование, компрессия, mesh
  - VTun, Ethernet/IP/serial/Unix пайпы по TCP; шифрование, компрессия, шейпер трафика
  - OpenSSH
  - ICMPTX, IP по ICMP (ping)
  - NSTX, iodine , IP по DNS
  - HTun, IP по HTTP
  - coLinux, Ethernet/IP по TCP/UDP
  - Hamachi
  - VPN-X, Java TAP Wrapper, VPN-X может быть P2P VPN, а также SSL VPN

- Виртуальных машин:
  - Bochs
  - coLinux
  - QEMU
  - VirtualBox
  - Xen

## Совместимость
Драйверы TUN/TAP доступны, по крайней мере, для следующих ОС:
- FreeBSD
- Mac OS X
- Linux 2.1.60+
- Microsoft Windows 2000/XP/Vista/7 — используется для реализации сети в виртуальных машинах MS Virtual Server
- OpenBSD
- NetBSD
- Solaris
- QNX на данный момент только TAP